# Décès en mai 1992
Décès
- 1988
- 1989
- 1990
- 1991
- 1992
- 1993
- 1994
- 1995
- 1996

Pour une information complémentaire, voir la page d'aide.

| Date     | Nom                                               | Activités                                                               | Âge | Source |
| -------- | ------------------------------------------------- | ----------------------------------------------------------------------- | --- | ------ |
| 1er mai  | Sharon Redd                                       | chanteuse américaine                                                    | 46  |        |
| 2 mai    | Wilbur Mills (en)                                 | homme politique américain                                               | 82  |        |
| 3 mai    | Einar Stavang (en)                                | homme politique Norvégien                                               | 93  |        |
| 3 mai    | George Murphy                                     | acteur, danseur et homme politique américain                            | 89  |        |
| 4 mai    | Gregor Mackenzie                                  | homme politique britannique                                             | 64  |        |
| 4 mai    | Lucien Rousselot                                  | peintre, illustrateur et uniformologue français                         | 91  |        |
| 4 mai    | Dudu Zulu                                         | percussionniste et danseur du groupe sud-africain Savuka                | 34  |        |
| 5 mai    | Jean-Claude Pascal                                | acteur et chanteur français                                             | 64  |        |
| 6 mai    | Jilly Rizzo (en)                                  | restaurateur américain                                                  | 75  |        |
| 6 mai    | Gaston Reiff                                      | athlète belge                                                           | 72  |        |
| 6 mai    | Marlène Dietrich                                  | actrice et chanteuse américaine, né allemande                           | 90  |        |
| 7 mai    | Kiril Stankov                                     | footballeur international bulgare                                       | 42  |        |
| 8 mai    | José Berghmans                                    | compositeur français                                                    | 70  |        |
| 8 mai    | Richard Derr                                      | acteur américain                                                        | 73  |        |
| 8 mai    | Joyce Ricketts (en)                               | joueuse de baseball américaine                                          | 59  |        |
| 9 mai    | James Allan                                       | homme politique canadien                                                | 97  |        |
| 10 mai   | Sylvia Syms                                       | chanteuse de jazz américaine                                            | 74  |        |
| 10 mai   | Werner Nilsen                                     | footballeur international américain                                     | 88  |        |
| 10 mai   | Egil Endresen (en)                                | juge et homme politique Norvégien                                       | 72  |        |
| 11 mai   | Otto Voisard                                      | industriel austro-allemand                                              | 64  |        |
| 12 mai   | Wanda Rutkiewicz                                  | alpiniste polonaise                                                     | 49  |        |
| 12 mai   | Robert Reed                                       | acteur américain                                                        | 59  |        |
| 12 mai   | Lenny Montana                                     | lutteur professionnel et acteur américain                               | 66  |        |
| 12 mai   | Jacqueline Maillan                                | actrice française                                                       | 69  |        |
| 12 mai   | Níkos Gátsos                                      | poète et écrivain grec                                                  | 80  |        |
| 13 mai   | Bart Zoet                                         | coureur cycliste néerlandais                                            | 49  |        |
| 13 mai   | Antoine de Vinck                                  | céramiste et sculpteur belge                                            | 68  |        |
| 13 mai   | F. E. McWilliam (en)                              | sculpteur surréaliste britannique                                       | 83  |        |
| 14 mai   | Nie Rongzhen                                      | militaire et ancien chef du Parti communiste chinois                    | 92  |        |
| 14 mai   | Inga Lovise Tusvik (en)                           | homme politique Norvégien                                               | 77  |        |
| 14 mai   | Lyle Alzado (en)                                  | joueur de football américain                                            | 43  |        |
| 15 mai   | Edward Jovy Marcelo                               | pilote automobile philippin                                             | 26  |        |
| 15 mai   | Ola Johan Gjengedal (en)                          | homme politique Norvégien                                               | 92  |        |
| 16 mai   | Chalino Sánchez                                   | auteur-compositeur-interprète mexicain                                  | 31  |        |
| 17 mai   | Robert Blanc                                      | Footballeur français                                                    | 47  |        |
| 17 mai   | Lawrence Welk                                     | musicienne américaine                                                   | 89  |        |
| 18 mai   | Marshall Thompson                                 | acteur, scénariste, réalisateur et producteur américain                 | 66  |        |
| 18 mai   | Skip Stephenson (en)                              | acteur américain                                                        | 52  |        |
| 19 mai   | Marc Hénard                                       | peintre, sculpteur, mosaïste, verrier, architecte et céramiste français | 72  |        |
| 20 mai   | Roger Keith Coleman (en)                          | tueur en série américain                                                | 33  |        |
| 22 mai   | Zellig Harris                                     | linguiste américain                                                     | 82  |        |
| 22 mai   | Elizabeth David                                   | écrivain culinaire britannique                                          | 78  |        |
| 23 mai   | Atahualpa Yupanqui                                | musicien argentin                                                       | 84  |        |
| 23 mai   | Auguste-Jean Gaudin                               | peintre et graveur français                                             | 77  |        |
| 23 mai   | Giovanni Falcone                                  | juge italien                                                            | 53  |        |
| 23 mai   | Kostas Davourlis (en)                             | footballeur grec                                                        | 44  |        |
| 24 mai   | Joan Sanderson (en)                               | actrice britannique                                                     | 79  |        |
| 24 mai   | Hitoshi Ogawa (小河等, Ogawa Hitoshi?)            | pilote automobile japonais                                              | 36  |        |
| 24 mai   | Francis Thomas Bacon                              | ingénieur britannique                                                   | 87  |        |
| 27 mai   | Charlie Osborne (en)                              | fiddleur américain                                                      | 101 |        |
| 27 mai   | Machiko Hasegawa (長谷川 町子, Hasegawa Machiko?) | mangada japonais                                                        | 72  |        |
| 27 mai   | Peter Jenkins (en)                                | journaliste britannique                                                 | 58  |        |
| 28 mai   | Godefroid Munongo                                 | homme politique congolais                                               | 66  |        |
| 29 avril | Nils-Åke Sandell                                  | footballeur international suédois                                       | 65  |        |
| 29 avril | Yoshitoshi Mori (en) (森 義利 Mori Yoshitoshi?)   | artiste japonais                                                        | 93  |        |
| 29 avril | Marius Péraudeau                                  | écrivain, peintre et éditeur français                                   | 86  |        |
| 30 mai   | Antoni Zygmund                                    | mathématicien américain, né polonais                                    | 91  |        |
| 31 mai   | Walter Neugebauer (en)                            | écrivain croate, auteur de Comic Book                                   | 71  |        |